# بنزودودسینیم برمید
بنزودودسینیم برمید (به انگلیسی: Benzododecinium bromide) با فرمول شیمیایی C21H38N+ · Br− یک ترکیب شیمیایی است. که جرم مولی آن ۳۸۴٫۴۳۷ گرم بر مول می‌باشد. 